# Mongoliska folkrepubliken
Mongoliska folkrepubliken var en socialistisk enpartistat i Östasien åren 1924–1992. Staten kontrollerades av Mongoliska folkets revolutionära parti men var en satellitstat av Sovjetunionen.

## Historisk bakgrund
När det kinesiska kejsardömet och den härskande Qingdynastin föll till följd av Xinhairevolutionen år 1911 förklarade sig Yttre Mongoliet självständigt och den kinesiska ståthållaren fördrevs ur landet. Den högste buddhistiska prästen i landet, den åttonde inkarnationen av Jebtsun Damba Khutuchtu, utropades till Bogd Khan och styrde landet som teokratisk envåldshärskare med stöd av Ryska imperiet.
Den nygrundade Republiken Kina gjorde dock anspråk på Yttre Mongoliet och kinesiska trupper gick in i landet år 1919, men de drevs ut av vita ryska styrkor under ledning av baron Roman Ungern von Sternberg 1921. Dessa besegrades i sin tur av mongoliska kommunister understödda av Röda armén samma år.

## Historia
De mongoliska kommunisterna behöll den buddhistiska teokratin som nominellt statsskick fram till att Bogd Khan avled 1924 då man utropade Mongoliska folkrepubliken. Vänskapsavtal mellan Mongoliet och Sovjetunionen underskrevs år 1936 och de redan existerade nära banden formaliserades.
Vid slutet av 1930-talet hade Chorloogijn Tjojbalsan etablerat sig som landets diktator och han blev föremål för en personkult efter stalinistiskt mönster. Under hans styre genomfördes en systematisk utrensningspolitik riktad mot den gamla mongoliska överklassen där mellan 30 000 och 35 000 personer beräknas ha omkommit. Särskilt det buddhistiska prästerskapet drabbades hårt och hundratals kloster förstördes. Stalin beordrade en kollektivisering av landets resurser som dittills hade varit traditionellt kontrollerade av adeln och prästerskapet.

### Andra världskriget
När Kwantungarmén gick in i Manchuriet år 1931 gav det Stalin en anledning att stationera sovjetiska trupper i Mongoliet. Truppnärvaron bara ökade i antal under 1930-talet allteftersom japanskt inkräktande i nordöstra Kina blev mer påtagande. Vid slaget om Chalchin-Gol 1939 krossade Röda armén och mongoliska styrkor den japanska sjätte armén och hotet från en japansk invasion av Mongoliet från lydstaten Manchukuo undanröjdes.
Den mongoliska ekonomin anpassades för att stötta den sovjetiska krigsinsatsen och landets territorium nyttjades också för baser och som genomfartsled för sovjetiska trupper under invasionen av Manchuriet i augusti 1945.
Efter krigsslutet tvingade Stalin den kinesiska nationalistledaren Chiang Kai-shek att formellt erkänna Mongoliets självständighet. De facto hade landet varit bortom kinesisk kontroll sedan 1920-talet men inte förrän avtalet mellan Sovjet och Kina 1945 kom alltså ett formellt diplomatiskt erkännande. Avtalet innebar dock att Tjojbalsans pan-mongoliska dröm, att förena Yttre Mongoliet med Inre Mongoliet som förblev en del av Kina, gick om intet.

### Kalla kriget
I samband med att Kuomintang förlorade det kinesiska inbördeskriget 1949 förändrades Mongoliets utrikespolitiska läge. Folkrepubliken Kina erkände Mongoliets självständighet och länderna utväxlade ambassadörer 1950, vilket ledde till att handeln mellan Kina och Mongoliet normaliserades för första gången på 20 år. Republiken Kina, som sedan 1949 var begränsad till Taiwan och ett antal mindre öar, lyckades dock med amerikanskt stöd behålla Kinas plats i säkerhetsrådet och lyckades blockera Mongoliets inträde i FN. Detta dödläge gjorde att Mongoliet länge var internationellt och diplomatiskt isolerat, vilket förändrades något efter Stalins död 1953, då en rad länder i östblocket erkände Mongoliet.
Efter Tjojbalsans död 1953 framträdde Jumdzjaagijn Tsedenbal som landets ledare och han avvecklade successivt personkulten kring Tjojbalsan, likt avstaliniseringen under Nikita Chrusjtjov i Sovjetunionen. Tsedenbal föreslog flera gånger att Mongoliet skulle bli en sovjetrepublik men både sovjetiska ledare och politbyrån i det egna partiet motsatte sig detta. Under lång tid hade Sovjetunionen dock ett avgörande inflytande över landet och Mongoliet stödde Sovjet i splittringen mellan Kina och Sovjetunionen i början på 1960-talet, vilket ledde till att förbindelserna mellan Kina och Mongoliet åter frystes.
Efter tre misslyckade försök att vinna medlemskap i FN lyckades Mongoliet få inträde i FN den 30 oktober 1961 som ett resultat av diplomatisk kohandel mellan USA och Sovjetunionen, vilka förmådde Chiang Kai-shek att lägga ned sitt motstånd mot landets FN-medlemskap.
Då kalla kriget började nå sitt slut bröts Mongoliets internationella isolering och 1987 upprättades diplomatiska förbindelser med USA. I samband med Gorbatjovs reformer (perestrojka och glasnost) i Sovjetunionen gick det mongoliska kommunistpartiet år 1990 med på att tillåta flerpartival och 1992 skrevs en demokratisk grundlag.

### Fotnoter
1. ↑  ”Arkiverade kopian”. Arkiverad från originalet den 23 mars 2013. https://web.archive.org/web/20130323201109/http://regeringen.se/sb/d/2520/a/13980. Läst 20 juni 2013.
2. ↑  Cotton, James (1989). Asian Frontier Nationalism: Owen Lattimore and the American Policy Debates. Manchester University Press. sid. 130. ISBN 978-0719025853
3. ↑  Liu Xiaoyuan, Reins of Liberation.
4. ↑  Taipei Times, MOI rethinks Mongolia, 20 augusti 2002, p. 2. Läst 2 juni 2009; Norrman och Engman, 85-87.
5. ↑  Norrman och Engman, ss. 97-98.

- Liu, Xiaoyuan (2006) (på engelska). Reins of liberation: an entangled history of Mongolian independence, Chinese territoriality, and great power hegemony, 1911-1950. Washington, D.C.: Woodrow Wilson Center Press. Libris 11301163. ISBN 0-8047-5426-8
- Norrman, Karl-Erik; Engman Hans (1969). Mongoliet: den första folkrepubliken. Tema, 99-0110911-6. Stockholm: LT. Libris 8078131